# Anna Maria Chrostowska
Anna Maria Chrostowska (ur. 1978) – polska aktorka, ukończyła studia na Akademii Teatralnej w Warszawie.

## Filmografia
- 2001, 2009: Klan – 2 role: Katarzyna, sekretarka prezesa firmy kurierskiej „Polkur”; sąsiadka Magdaleny Ławeckiej
- 2003–2007: M jak miłość – 2 role: wychowanica domu dziecka w Józefowie (odc. 153); sekretarka Petera (odc. 457-508)
- 2003–2008: Na Wspólnej – policjantka
- 2004: Kryminalni – kasjerka w sklepie (odc. 11)
- 2004: Pensjonat pod Różą – Basia, żona Krystiana (odc. 29)
- 2006: Egzamin z życia (odc. 60)
- 2007–2009: Plebania – ekspedientka (odc. 879, 881 i 1226)
- 2007: Trzy po trzy – Numery z kwatery – Ania
- 2008: 39 i pół – pielęgniarka (odc. 9)
- 2011: Rezydencja – gosposia Sabina
- 2012: Piąty Stadion – kobieta (odc. 32)
- 2013: Prawo Agaty – Marta Prus (odc. 45)
- 2014: Przyjaciółki – wychowawczyni w domu dziecka (odc. 33, 37, 39)
- 2015: Strażacy – pielęgniarka (odc. 4, 9)
- 2016: O mnie się nie martw – bibliotekarka (odc. 54)
- 2017: Lekarze na start – matka Andżeliki (odc. 38)
- 2020: Psy 3. W imię zasad – dziennikarka próbująca zadać pytania komendantowi Guzińskiemu (niewymieniona w czołówce)
- 2021: Przyjaciółki – żona Gracjana (odc. 204)

## Dubbing
- 2000: Titanic
- 2004: Władca pierścionka